# کارلس بوسکتس
کارلس بوسکتس باروسو دروازه‌بان بازنشسته اهل اسپانیا است. پسر او هم سرخیو در بارسلونا به عنوان هافبک دفاعی بازی می‌کند.